# Radlow (Züssow)
Radlow ist ein Ortsteil der Gemeinde Züssow des Amtes Züssow im Landkreis Vorpommern-Greifswald in Mecklenburg-Vorpommern.

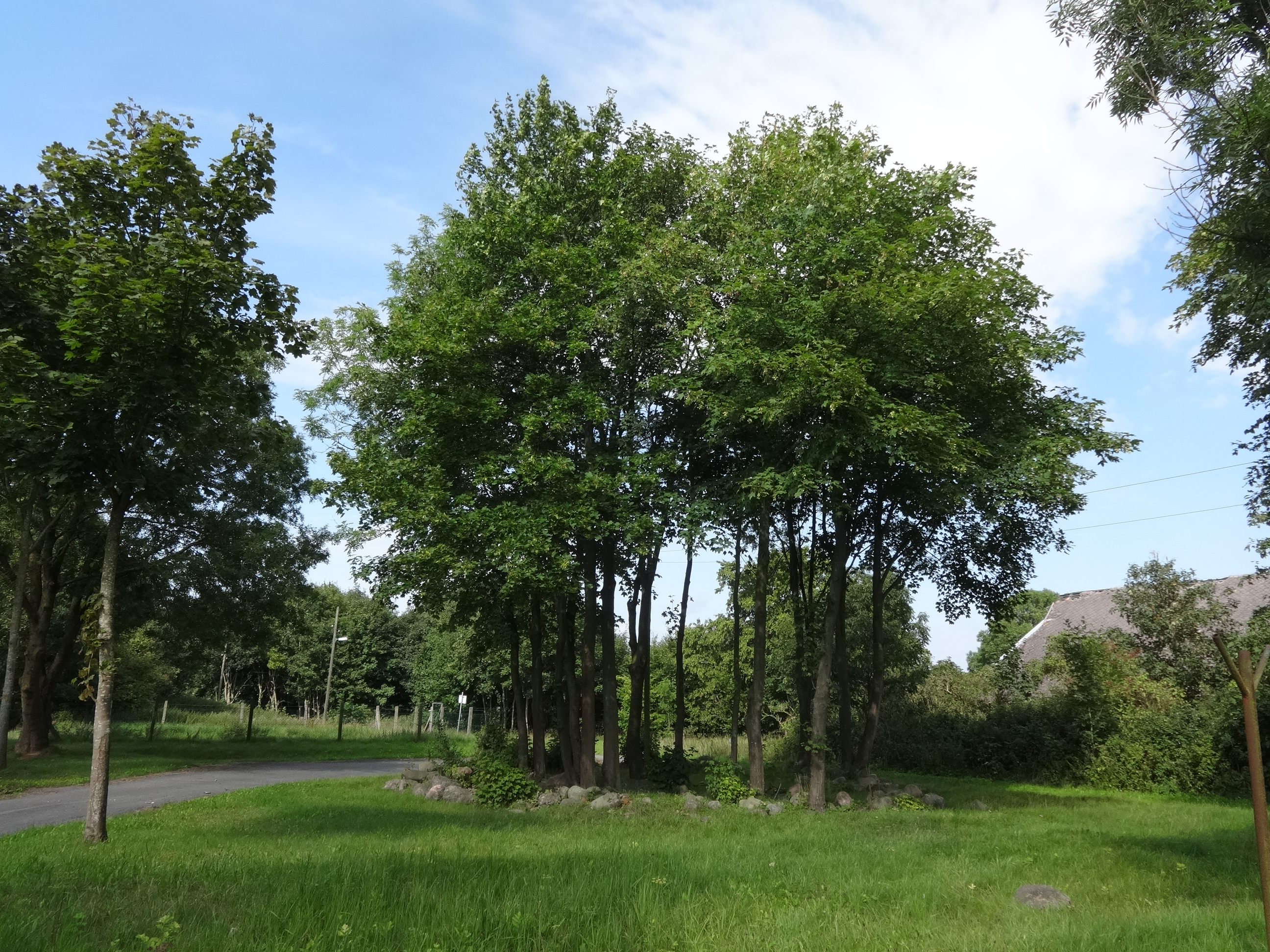
Dorfanger in Radlow

Radlow bei Züssow in MTB 1880

## Geographie
Radlow liegt zwei Kilometer nordwestlich von Züssow. Der Ort ist durch eine Stichstraße von 2,5 km Länge mit der Bundesstraße 111 verbunden. Weitere Verbindungen gibt es in Richtung Dambeck und Klein Kiesow mit Plattenwegen. In 700 m Entfernung verläuft seit 1863 die Bahnstrecke Angermünde–Stralsund, hat aber einen Anschluss nur über den Bahnhof Züssow.

## Geschichte
Radlow hat eine alte Siedlungsgeschichte, hervorzuheben sind mehrere archäologische Siedlungsnachweise in der direkten Umgebung von Radlow. Dazu gehören eine Steinkiste der Germanen aus der Bronzezeit (2200 bis 600 vdZ) – 800 m südwestlich des Ortes, ein Urnengräberfeld der Germanen aus der Vorrömischen Eisenzeit (600 vdZ bis 0) – 800 m südöstlich und zwei spätslawische Siedlungen (1000 bis 1200) – 900 bis 1300 m südöstlich von Radlow. In den bereits 1899 durch Eggers beschriebenen Urnen des Gräberfeldes waren zum Teil datierende Beigaben von zwei eisernen Fibeln aus der Mittel-Latene-Zeit, eine Armspirale aus Bronze und andere Metallgegenstände erhalten. Die Funde wurden in die Sammlung der Universität Greifswald übernommen.
Die Steinkiste befand sich auf einer Anhöhe (Punkt 42,6) und war durch Steinschläger 1934 zerstört worden. Nach den Überresten ließ sich das Grab rekonstruieren, es war eine quadratische Steinkiste von jeweils 75 cm Kantenlänge und auch 75 cm Tiefe. Im Grab waren eine Urne mit Deckel, in der Leichenbrand war und zwei Beigefäße. Alle Gefäße waren durch den herabgefallenen Deckstein zerscherbt, aber die Scherben waren vollständig erhalten und die Gefäße konnten alle restauriert werden. In einem Gefäß befand sich eine 10,5 cm lange Rollennadel aus Bronze, ein Typ, der in der Bronzezeit weit verbreitet war.

Urne und Beigefäße aus der Steinkiste von Radlow

Urnen aus der vorrömischen Eisenzeit (600 vdZ bis 0) vom Urnengräberfeld Radlow

Radlow wurde als Radelowe 1369 erstmals urkundlich genannt. Es war eine slawische Gründung, die mögliche Namensdeutung ist „Hakenpflug“.
Da Radlow Pflugdienste nach Hanshagen leisten musste, ist anzunehmen, dass der Ort zum Kloster Eldena gehörte. Das wird bestätigt durch die Zugehörigkeit seit 1634 zur Greifswalder Universität, denn die Übertragung der Besitzungen des Klosters nach der Reformation durch die Herzöge an die Universität ist auch bei anderen Orten des Kreises üblich gewesen. Die Universität hat aber immer die Besitzungen, so auch in Radlow, verpachtet.
Im Dreißigjährigen Krieg war der Ort 1633 wüst gefallen, deshalb wurde 1634 nur das Land der Wüstung an die Universität vergeben, die dann selbst oder durch die Pächter diesen Ort wieder aufbaute. Es bestand dann aus dem Gut mit 1.157 Morgen, welches als Vorwerk bezeichnet wurde und aus einem Büdnerhof von 6 Morgen.
Radlow wurde am 1. Juli 1950 nach Züssow eingemeindet.
Radlow hatte 1865: 99 Einwohner, 1 Schule, 4 Wohnhäuser und 11 Wirtschaftsgebäude.
1990 hatte Radlow noch 55 Einwohner, 2009 waren es nur noch 38 und am 31. Dezember 2014 hatte es 29 Einwohner mit Hauptwohnung und 5 mit Nebenwohnung.